# Östra Ormsjö
Östra Ormsjö (sydsamiska: Voermese) är en liten by i Dorotea distrikt (Dorotea socken) i Dorotea kommun, Västerbottens län (Lappland). Byn ligger vid norra stranden av Ormsjön nära Västra Ormsjö och 23 kilometer från Dorotea, efter Konstvägen Sju Älvar mot Borgafjäll. 
Byn är kanske för många känd genom den växtlighet som finns uppe på Månsberget. Bland övriga sevärdheter kan nämnas timmervältan som man kan se från Konstvägen Sju Älvar, de gamla fångstgroparna, tjärdalarna, sevärda vattenfall och många intressanta sjöar, tjärnar och vattendrag, idealiska för fiske. 
Naturreservatet Månsberget ligger nära byn.